# André Delcroix
André Delcroix (* 30. September 1953 in Hoogstraten) ist ein ehemaliger belgischer Radrennfahrer. Der größte Erfolg in seiner kurzen Karriere war der Sieg der Polen-Rundfahrt 1974. Daneben gewann er einige kleinere Rennen in Belgien.